# کلرواستون
کلرواستون (به انگلیسی: Chloroacetone) یک ترکیب شیمیایی با شناسه پاب‌کم ۶۵۷۱ است. شکل ظاهری این ترکیب، مایع بی‌رنگ است.